# William Cavendish, 2. vévoda z Devonshiru
William Cavendish, 2. vévoda z Devonshiru (William Cavendish, 2nd Duke of Devonshire, 2nd Marquess of Hartington, 5th Earl of Devonshire, 5th Baron Cavendish of Hardwick) (1672 – 4. června 1729, Londýn, Anglie) byl britský státník a dvořan z významného šlechtického rodu Cavendishů. V politice patřil k whigům a oporám premiéra Roberta Walpola. Původně sloužil v armádě, později byl nejvyšším hofmistrem a prezidentem Tajné rady, jako vévoda z Devonshiru od roku 1707 členem Sněmovny lordů, byl též rytířem Podvazkového řádu.

## Kariéra
Narodil se jako nejstarší syn 1. vévody z Devonshiru, studoval soukromě, v letech 1690–1691 absolvoval kavalírskou cestu, během níž navštívil Nizozemí, Německo, Rakousko a Itálii, v roce 1691 krátce studoval na univerzitě v Padově. Krátce sloužil v armádě, dosáhl hodnosti kapitána a zúčastnil se války o španělské dědictví. V letech 1695–1707 byl členem Dolní sněmovny za stranu whigů, v letech 1702–1707 byl velitelem královské tělesné stráže (Captain of the Yeomen of the Guard). Po otci zdědil titul vévody a vstoupil do Sněmovny lordů (1707; do té doby jako otcův dědic vystupoval pod jménem markýz Hartington). Po otci také převzal úřad lorda–místodržitele v hrabství Derby (1707–1710). V letech 1707–1710 byl jako lord nejvyšší hofmistr členem vlády, zároveň od roku 1707 zasedal v Tajné radě a v letech 1707–1711 byl královským sudím v severních hrabstvích. V roce 1710 získal Podvazkový řád. Po pádu Godolphinovy vlády a nástupu toryů musel opustit všechny úřady, bylo mu zrušeno i členství v Tajné radě. Po nástupu hannoverské dynastie se vrátil do funkce nejvyššího hofmistra (1714–1716), v roce 1714 mu bylo potvrzeno členství v Tajné radě, znovu získal také úřad místodržitele v Derby (1714–1729), poté byl dvakrát prezidentem Tajné rady (1716–1717 a 1725–1729). V případě nepřítomnosti krále byl také členem místodržitelského sboru.

## Rodina
V roce 1688 se oženil s Rachel Russell (1674–1725), sestrou 2. vévody z Bedfordu (věnem přinesla 25 000 liber). Měli spolu sedm dětí, nejstarší syn William (1698–1755) byl dědicem titulů, další synové lord James Cavendish (1698–1741) a lord Charles Cavendish (1704–1783) zasedali v Dolní sněmovně.